# Galera (Granada)
Galera ist ein südspanischer Ort und eine Gemeinde (municipio) mit insgesamt 1.116 Einwohnern (Stand: 2024) im Nordosten der Provinz Granada in der autonomen Region Andalusien.

## Lage und Klima
Der Ort Galera liegt in einem vom Río Galera durchflossenen Tal zwischen zwei Bergketten (sierras) ca. 140 km (Fahrtstrecke) nordöstlich der Provinzhauptstadt Granada in einer Höhe von ca. 835 m, die Kleinstadt Huéscar ist ca. 8 km in nördlicher Richtung entfernt. Das Klima im Winter ist gemäßigt, im Sommer dagegen warm bis heiß; die geringen Niederschlagsmengen (ca. 365 mm/Jahr) fallen – mit Ausnahme der nahezu regenlosen Sommermonate – verteilt übers ganze Jahr.

## Bevölkerungsentwicklung
| Jahr      | 1857 | 1900 | 1950 | 2000 | 2020 |
| Einwohner | 2566 | 3869 | 4982 | 1071 | 1185 |

Die deutliche Bevölkerungsrückgang in der zweiten Hälfte des 20. Jahrhunderts ist im Wesentlichen auf die Mechanisierung, die Aufgabe bäuerlicher Kleinbetriebe („Höfesterben“) und den daraus resultierenden Verlust von Arbeitsplätzen zurückzuführen. Zur Gemeinde gehören auch die Weiler (pedanías) La Alquería, Buenavista und Cortijos del Cura.

## Wirtschaft
Die Bewohner früherer Zeiten lebten als Selbstversorger von der Erträgen ihrer Felder und Hausgärten. Außerdem betrieben sie in geringem Umfang auch Viehzucht (v. a. Schafe, Ziegen und Schweine); Esel wurden als Tragtiere gehalten. Heute dominiert der Anbau von Gerste (cebada) sowie von Oliven- und Mandelbäumen. Im Ort selbst haben sich Kleinhändler, Handwerker und Dienstleistungsbetriebe aller Art angesiedelt. Seit den 1960er Jahren hat der Ort wegen seines angenehmen sommerlichen Klimas einen kleinen touristischen Aufschwung erlebt.

## Geschichte
Auf dem Gemeindegebiet wurde in den 1980er Jahren die bronzezeitliche Höhensiedlung Castellón Alto aus der Zeit um 1900 bis 1600 v. Chr. entdeckt, in deren Nähe auch ca. 130 Felsengräber freigelegt wurden. Auf dem nahegelegenen Felsmassiv des Cerro del Real wurden bereits in den 1920er Jahren die Überreste der iberischen Siedlung Tútugi freigelegt. Römische und westgotische und selbst maurische Funde fehlen. Nach dem Ende des Kalifats von Córdoba (um 1020) übernahmen die Ziriden von Granada die Macht, die sie jedoch wenig später an die berberischen Almoraviden und Almohaden abtreten mussten. Als Teil des Emirats von Granada blieb die Gegend um Huescar bis zum Jahr 1488 islamisch. Mit dem Alhambra-Edikt (1492) der Katholischen Könige begann die Vertreibung der Juden; in den Jahren um 1610 wurden die letzten Muslime (Morisken) ebenfalls ausgewiesen.

## Sehenswürdigkeiten

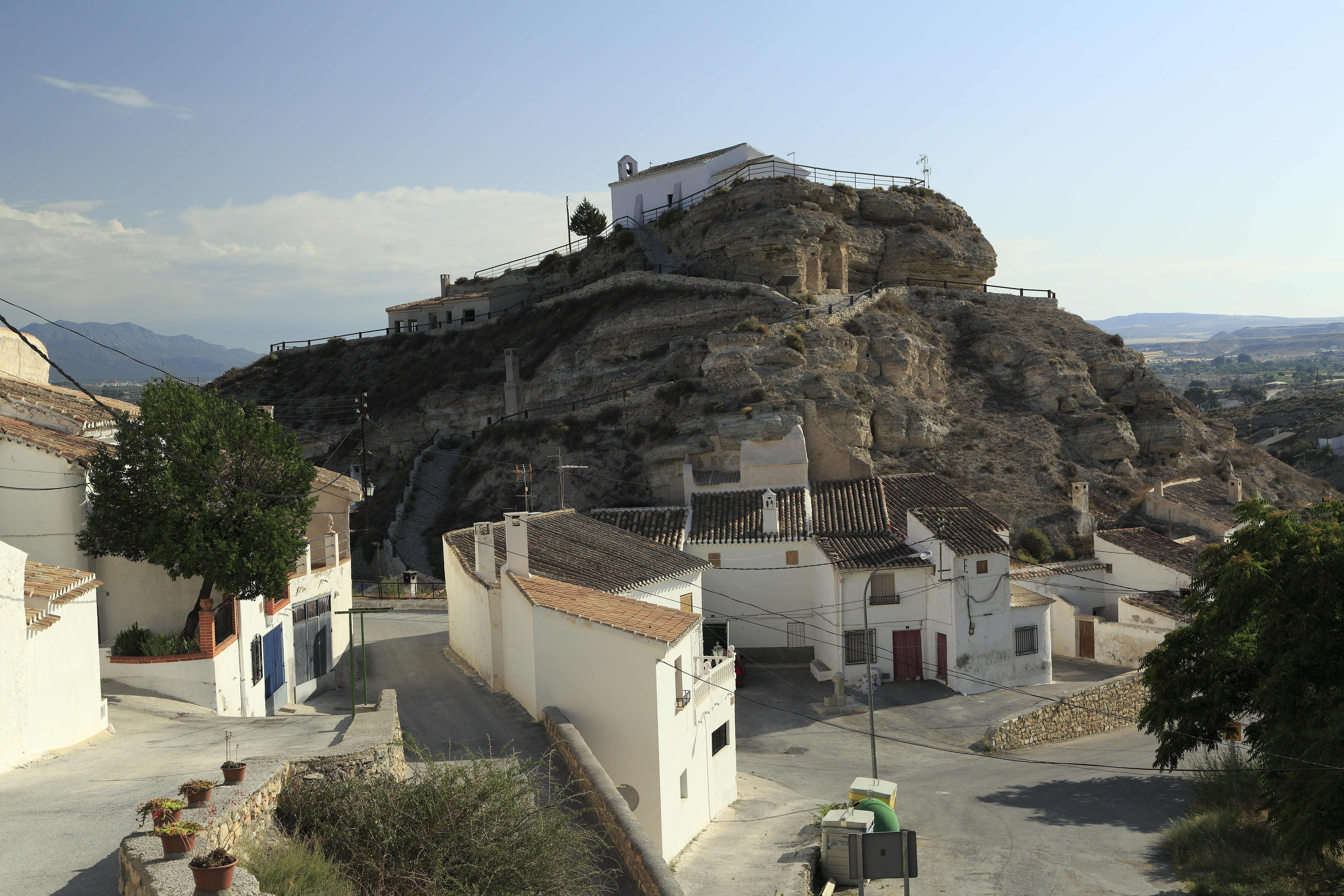
Galera – Häuser und Kapelle (ermita)

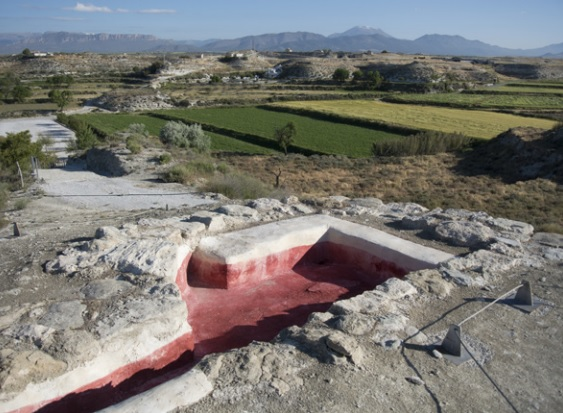
Grab in Tútugi

- In das bröselige Felsgestein wurden mehrere Wohnhöhlen hineingearbeitet, doch sind die meisten Häuser freistehend und weißgetüscht.
- Die einschiffige Iglesia de Nuestra Señora de la Anunciación entstand in der zweiten Hälfte des 16. Jahrhunderts, nachdem die erste Kirche während eines Moriskenaufstands im Jahr 1568 zerstört worden war. Das Kirchenschiff (nave) ist von einer Holzdecke mit Artesonado-Elementen bedeckt.
- Die Ermita de la Virgen de la Cabeza erhebt sich auf einem Felsen.
- Das Museo de Galera zeigt Funde aus allen Zeiten der Ortsgeschichte.

Umgebung
- In der ca. 1,5 km nordöstlich der Ortsmitte auf einem ca. 50 m hohen Felsplateau gelegene iberische Nekropolis Tútugi sind mehrere Grabstätten der Zeit um 500 v. Chr. erkennbar. In einem der ehemals oft von einem Tumulus bedeckten Gräber wurde im Jahr 1916 die wahrscheinlich phönizische Kleinfigur der Dama de Galera gefunden.[4][5]
- Die ca. 1,5 km (Fußweg) in westlicher Richtung gelegene ehemalige Höhensiedlung Castellón Alto zeigt sowohl restaurierte bzw. rekonstruierte Hausfundamente als auch einige Felsgräber etc.[6]
- Der knapp 10 km südwestlich gelegene und ausnahmsweise auf quadratischem Grundriss erbaute Torre de Ozmín ist ein Wachturm (atalaya) aus maurischer Zeit. Ehemals war er wohl an die 10 m hoch; der Eingang befand sich in ca. 5 m Höhe und war nur über eine einziehbare Leiter (oder Strickleiter) zu erreichen.[7][8]